# Lijst van rijksmonumenten in Spijk (West Betuwe)
De plaats Spijk telt 8 inschrijvingen in het rijksmonumentenregister. Hieronder een overzicht.
| Object | Oorspronkelijke functie?  | Bouwjaar                   | Architect | Locatie                   | Coördinaten?                 | Nr.?   | Afbeelding        |
| --- | ------------------------- | -------------------------- | --------- | ------------------------- | ---------------------------- | ------ | ----------------- |
| Boerderij, evenwijdig aan de dijk gebouwd onder rieten wolfdak. Rechts de stal, opgetrokken van gepotdekselde houten delen. In het woongedeelte een sieranker en twee vensters met 12-ruitsroedenverdeling in de ramen | Boerderij                 | 17e eeuw (?)               |           | Zuiderlingedijk 51        | 51° 51' 19" NB, 5° 2' 42" OL | 21995  | Meer afbeeldingen |
| Boerderij met woongedeelte evenwijdig aan de dijk en loodrecht daarop gebouwde stal, beide onder rieten wolfdaken. Het woongedeelte heeft vensters met twaalfruitsschuiframen en een zoldervenster onder opgewipt gedeelte van het dak | Boerderij                 | 18e eeuw                   |           | Zuiderlingedijk 79        | 51° 51' 26" NB, 5° 2' 16" OL | 21996  | Meer afbeeldingen |
| Boerderij met woongedeelte parallel aan de dijk en loodrecht daarop gebouwde stal. Het woonhuis heeft een rieten zadeldak tussen puntgevels | Boerderij                 | 1760                       |           | Zuiderlingedijk 89        | 51° 51' 27" NB, 5° 2' 6" OL  | 21997  | Meer afbeeldingen |
| Boerderij, waarvan het woongedeelte en de stal in een T-vorm gebouwd zijn. Het woonhuis heeft een rieten zadeldak, opzij puntgevels met vlechtingen en een deur met pilasters en hoofdgestel en vensters met zesruitsramen. Achter het woonhuis een uitgebouwde zijkamer met puntgevel, midden 19e eeuw. Stal onder rieten wolfdak           | Boerderij                 | eind 18e of begin 19e eeuw |           | Zuiderlingedijk 131       | 51° 51' 27" NB, 5° 1' 18" OL | 21998  | Meer afbeeldingen |
| Boerderij, onder rieten wolfdak en met gepleisterde gevels. In de voorgevel vensters met luiken en ramen, waarin 16-, 6- en 9-ruitsschuiframen | Boerderij                 | 18e eeuw                   |           | Zuiderlingedijk 135       | 51° 51' 27" NB, 5° 1' 17" OL | 21999  | Meer afbeeldingen |
| Boerderij met fraaie rieten schild- en wolfdaken, waarschijnlijk 18e eeuw. Het woongedeelte, dat met de stal een T-vormige plattegrond beslaat, heeft houten zijwanden en een gepleisterde voorgevel, waarin vensters met luiken en zesruitsramen en een gepolychromeerde gevelsteen. In het dak twee dakvensters onder opgewipt dakgedeelte | Boerderij                 |                            |           | Zuiderlingedijk 141       | 51° 51' 27" NB, 5° 1' 12" OL | 22000  | Meer afbeeldingen |
| Hervormde Kerk | Kerk en kerkonderdeel     | 15e eeuw (ingebruikname)   |           | Zuiderlingedijk 185       | 51° 51' 24" NB, 5° 0' 30" OL | 22001  | Meer afbeeldingen |
| Toren der Hervormde Kerk | Kerk en kerkonderdeel     | 14e eeuw                   |           | Zuiderlingedijk 185 (bij) | 51° 51' 24" NB, 5° 0' 30" OL | 22002  | Meer afbeeldingen |
| Nieuwe Hollandse Waterlinie Cluster 71 Tussenstelling Nieuwe Zuiderlingedijk: Betonnen schuilplaats met batterij / emplacement / aarden heschutsopstelling | Omwalling                 | 1845                       |           | Nieuwe Zuiderlingedijk    | 51° 52' 29" NB, 5° 6' 34" OL | 531872 | Meer afbeeldingen |
| Tussenstelling Nieuwe Zuiderlingedijk: Groepsschuilplaatsen type P | Bomvrij militair object   | 1939-1940                  |           | Nieuwe Zuiderlingedijk    | 51° 51' 41" NB, 5° 3' 57" OL | 531873 | Meer afbeeldingen |
| Tussenstelling Nieuwe Zuiderlingedijk: Keersluisje | Fort, vesting en -onderdl | 1880                       |           | Nieuwe Zuiderlingedijk    | 51° 51' 25" NB, 5° 3' 40" OL | 531875 | Upload foto       |
| Tussenstelling Nieuwe Zuiderlingedijk: Duiker / keersluis | Fort, vesting en -onderdl |                            |           | Nieuwe Zuiderlingedijk    | 51° 51' 40" NB, 5° 3' 55" OL | 531876 | Meer afbeeldingen |
| Tussenstelling Nieuwe Zuiderlingedijk: Twee scherfvrije schuilplaatsen type 1916 II | Bomvrij militair object   | 1916                       |           | Nieuwe Zuiderlingedijk    | 51° 51' 48" NB, 5° 4' 27" OL | 531877 | Meer afbeeldingen |